# Metallochlora acosmetata
Metallochlora acosmetata är en fjärilsart som beskrevs av Fletcher 1957. Metallochlora acosmetata ingår i släktet Metallochlora och familjen mätare. Inga underarter finns listade i Catalogue of Life.